# سیارک ۸۴۷۱
سیارک ۸۴۷۱ (به انگلیسی: 8471 Obrant، نامگذاری:1983RX4) هشت هزار و چهارصد و هفتاد و یکمین سیارک کشف شده‌است که در ۵ سپتامبر ۱۹۸۳ کشف شد.
قدر مطلق سیارک برابر ۱۴.۸ است.